# کلار علیا
کلار علیا روستایی از توابع بخش مرکزی شهرستان لردگان در استان چهارمحال و بختیاری ایران است. 

## جمعیت
این روستا در دهستان ریگ قرار دارد و براساس سرشماری مرکز آمار ایران در سال 1395، جمعیت 1120 نفر (354خانوار) بوده‌است.